# Сагвичио (Хобский муниципалитет)
Сагвичио (груз. საგვიჩიო) — село в Грузии, на территории Хобского муниципалитета края (мхаре) Самегрело-Верхняя Сванетия.

## География
Село находится в западной части Грузии, на правом берегу реки Риони, на расстоянии приблизительно 10 километров (по прямой) к югу от города Хоби, административного центра муниципалитета. Абсолютная высота — 3 метра над уровнем моря.

## Население
По результатам официальной переписи населения 2014 года, в Сагвичио проживал 531 человек (272 мужчины и 259 женщин). В национальной структуре населения грузины составляли 100 %.
| Год  | Население, человек |
| ---- | ------------------ |
| 2002 | 645                |
| 2014 | ↘ 531              |